# Nemegtomaia
Nemegtomaia ("dobrá matka ze souvrství Nemegt") byl rod vývojově vyspělého teropodního dinosaura z čeledi Oviraptoridae. Žil v období pozdní svrchní křídy (asi před 70 miliony let) na území dnešní pouště Gobi na území Mongolska (Jihogobijský ajmag, souvrství Nemegt).

## Objev a popis
Zkameněliny tohoto teropoda byly objeveny v roce 1996 a pak ještě několikrát později, a to včetně vajec a dokonce i jedince, sedícího na snůšce. Vědecky byl dinosaurus popsán v roce 2004 (druhové jméno je poctou mongolskému paleontologovi Rinčenu Barsboldovi). Vejce v kompletním stavu měří na délku 14 až 16 centimetrů, na šířku pak 5 až 6 cm. Dospělý dinosaurus byl dlouhý kolem 1,5 až 2 metrů a vážil asi 40 kilogramů. Tito teropodi byli zřejmě všežraví nebo býložraví. Jejich těla byla pravděpodobně opeřená, měli bezzubé zobáky a dutiny v kostech. Díky dobře dochovaným fosiliím dospělých zvířat, mláďat i hnízdišť s vejci je Nemegtomaia významným rodem dinosaura pro výzkum reprodukčního a hnízdního chování teropodů.

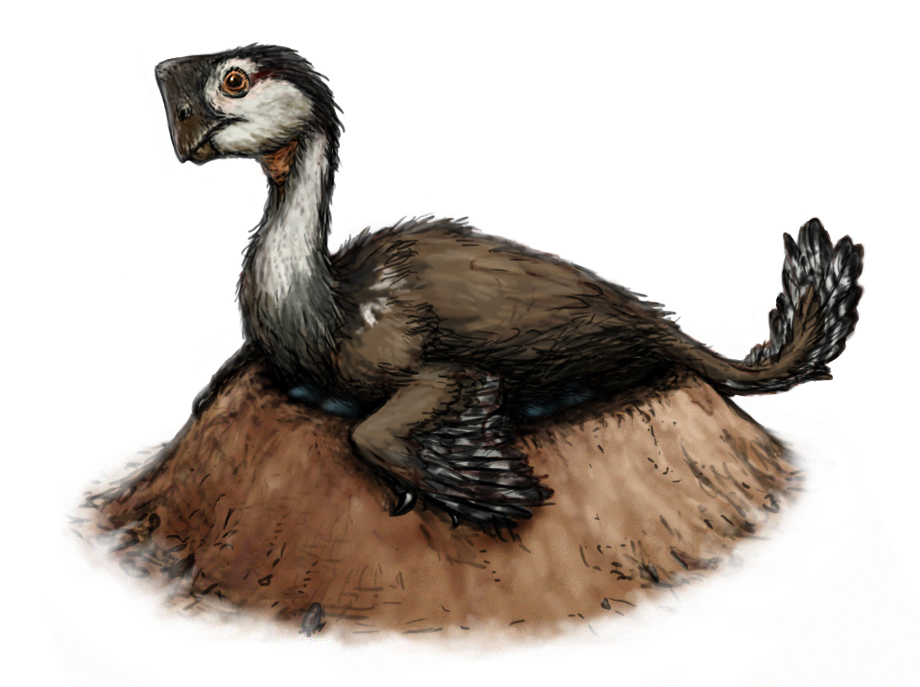
Rekonstrukce rodu Nemegtomaia při hnízdění.

## Systematika
Mezi nejbližší příbuzné druhu N. barsboldi patřil podle fylogenetické analýzy v rámci čeledi oviraptoridů čínský rod Heyuannia a dále mongolský rod Ajancingenia.